# Typ snímku

Sekvence video snímků sestávající ze dvou klíčových snímků, jednoho P-snímku a jednoho B-snímku

V kontextu komprese videa se rozlišuje několik typů snímků (obrazů, frames).
Vztahu mezi sousedními snímky se využívá při kompresi videa, kde se kódovaný snímek popisuje jako rozdíl vůči snímku jinému, např. předchozímu. Tím se šetří množství datového prostoru. S ohledem na tuto skutečnost se komprimované snímky dělí na klíčové a neklíčové. Jako klíčový snímek (keyframe) se označuje takový snímek, který je kódován nezávisle na snímcích okolních. Naproti tomu neklíčový (rozdílový, delta frame) snímek je takový, který k dekódování potřebuje ještě snímky jiné. Způsob, jakým se zapisují rozdíly oproti okolním snímkům, je záležitostí konkrétního kodeku. Například standardy MPEG používají k tomuto popisu pohybových vektorů.
V terminologii standardů MPEG se klíčový snímek označuje jako I-snímek (I-frame) a neklíčový buďto jako P-snímek (P-frame) nebo B-snímek (B-frame). P-snímek popisuje rozdíl vůči některému předchozímu snímku (nemusí to nutně být přímo předcházející snímek). U B-snímku existuje možnost zvolit, zda se daný blok kóduje proti předchozímu nebo budoucímu snímku či jejich průměru.
Použití neklíčových snímků se sebou nese odpovídající výpočetní a paměťové nároky. V případě použití B-snímků jsou tyto v datovém toku předcházeny svými referenčními snímky. Tomu se říká změna pořadí (reordering) snímků. Při použití neklíčových snímků musí dekodér udržovat ve své paměti snímky, které jsou pro dekódování dále příchozích snímků zapotřebí. Při přesunech ve videu (skok na určitou časovou pozici) musí přehrávač nejprve nalézt nejbližší předcházející klíčový snímek a pak od něj postupně dekódovat další snímky až ke snímku, na který má skočit.